# Proclitus paradoxus
Proclitus paradoxus là một loài tò vò trong họ Ichneumonidae.